# Sunday Mirror Trophy 1965
Sunday Mirror Trophy 1965 je bila četrta neprvenstvena dirka Formule 1 v sezoni 1965. Odvijala se je 18. aprila 1965 na dirkališču Goodwood Circuit.

## Dirka
| Poz | Dirkač          | Moštvo                      | Konsturktor    | Čas/Odstop           | Št. mesto |
| --- | --------------- | --------------------------- | -------------- | -------------------- | --------- |
| 1   | Jim Clark       | Team Lotus                  | Lotus-Climax   | 57:33.8              | 3         |
| 2   | Graham Hill     | Owen Racing Organisation    | BRM            | + 24.2 s             | 2         |
| 3   | Jack Brabham    | Brabham Racing Organisation | Brabham-Climax | + 50.8 s             | 6         |
| 4   | Bruce McLaren   | Cooper Car Company          | Cooper-Climax  | 41 krogov            | 7         |
| 5   | Jo Bonnier      | Rob Walker Racing Team      | Brabham-Climax | 41 krogov            | 10        |
| 6   | Richard Attwood | Reg Parnell (Racing)        | Lotus-BRM      | 41 krogov            | 12        |
| 7   | John Taylor     | Gerard Racing               | Cooper-Climax  | 40 krogov            | 14        |
| 8   | John Rhodes     | Gerard Racing               | Cooper-Ford    | 39 krogov            | 17        |
| 9   | Dan Gurney      | Brabham Racing Organisation | Brabham-Climax | Pritisk olja         | 8         |
| 10  | Jackie Stewart  | Owen Racing Organisation    | BRM            | Pog. gred            | 1         |
| 11  | John Cardwell   | Robert Ashcroft Racing      | Brabham-Ford   | Brez goriva          | 16        |
| 12  | Rodney Bloor    | Sports Motors (Manchester)  | Brabham-Ford   | 37 krogov            | 15        |
| DSQ | Jochen Rindt    | Cooper Car Company          | Cooper-Climax  | Zgr. šikana          | 13        |
| Ods | Jo Siffert      | Rob Walker Racing Team      | Brabham-BRM    | Trčenje              | 11        |
| DSQ | Bob Anderson    | DW Racing Enterprises       | Brabham-Climax | Zgr. šikana          | 5         |
| Ods | Paul Hawkins    | DW Racing Enterprises       | Lotus-Climax   | Motor                | 18        |
| DNS | Mike Spence     | Team Lotus                  | Lotus-Climax   | Motor                | (4)       |
| DNS | Frank Gardner   | John Willment Automobiles   | Brabham-BRM    | Motor                | (9)       |
| WD  | Mike Hailwood   | Reg Parnell (Racing)        | Lotus-BRM      | Poškodovan dirkalnik | -         |